# Dálnice A14 (Itálie)
Dálnice A14 (italsky Autostrada A14 nebo Autostrada Adriatica – Jadranská dálnice) je po dálnici A1 druhou nejdelší dálnicí v Itálii. Je dlouhá 743,4 km. Začíná obchvatem města Bologna a u Rimini se dostává k pobřeží Jaderského moře, končí u města Massafra nedaleko Taranta. Prochází přes regiony Emilia-Romagna, Marche, Abruzzo, Molise a končí v Apulii. Je součástí evropských silnic E45, E55 a E843.

## Historie
Nejprve byl v roce 1966 otevřen 73 km dlouhý úsek Bologna – Forlì. Dne 13. srpna 1966 dosáhla dálnice města Rimini, dne 15. května 1968 města Riccione a 22. července 1968 města Cattolica.
Roku 1969 dálnice dosáhla k Anconě a byl otevřen přibližně 50 km dlouhý úsek v Abruzzu. V roce 1973 byla dálnice otevřena až do Bari, roku 1975 bylo otevřeno poslední rozšíření k Tarantu.

## Průběh
Dálnice A4 má exity (oficiálně číslované pouze po číslo 13) u následujících měst:
- 1–12 Bologna
- 13 San Lazzaro di Savena
- 14 Castenaso
- 15 Ozzano dell'Emilia
- 16 Castel San Pietro Terme, Medicina
- 17 Imola
- 18 exit na dálnici A14dir vedoucí do Ravenny
- 19 Faenza
- 20 Forlì
- 21 Pievesestina
- 22 Cesena
- 23 Savignano sul Rubicone
- 24 Santarcangelo di Romagna
- 25 Rimini
- 26 Riccione
- 27 Cattolica
- 28 Pesaro
- 29 Fano
- 30 Marotta, Mondolfo
- 31 Senigallia
- 32 Montemarciano, Chiaravale
- 33 Falconara Marittima
- 34 Ancona
- 35 Porto Recanati
- 36 Civitanova Marche
- 37 Sant'Elpidio a Mare
- 38 Fermo, Porto San Giorgio
- 39 Pedaso
- 40 Grottammare
- 41 San Benedetto del Tronto
- 42 Nereto, Alba Adriatica
- 43 Mosciano Sant'Angelo, Giulianova
- 44 Roseto degli Abruzzi
- 45 Pineto
- 46 Montesilvano
- 47 dálnice A25
- 48 Pescara
- 49 Francavilla al Mare
- 50 Ortona
- 51 Lanciano
- 52 Fossacesia
- 53 Casalbordino, Vasto
- 54 San Salvo
- 55 Termoli
- 56 Campomarino
- 57 Apricena
- 58 San Severo
- 59 Foggia
- 60 Orta Nova
- 61 Cerignola
- 62 dálnice A16
- 63 Canosa di Puglia
- 64 Andria, Barletta
- 65 Corato, Trani
- 66 Molfetta, Terlizzi
- 67 Bitonto, Giovinazzo
- 68, 69 Modugno
- 70 Bari
- 71 Bitritto
- 72 Acquaviva delle Fonti
- 73 Gioia del Colle
- 74 Castellaneta
- 75 Palagiano
- 76 Massafra, Mottola